# Tíbet
El Tíbet (en tibetano: བོད, wylie: bod, ZWPY: Poi, dialecto de Lhasa AFI: [pʰø̀ʔ] ; en chino, 西藏; pinyin, Xīzàng (escuchar)ⓘ) denominado también como Bod o Xizang es una región situada en la meseta tibetana, en Asia, al noreste del Himalaya. Es el asiento del pueblo tibetano, así como algunos otros grupos étnicos como los pueblos monba, qiang y lhoba y ahora también está habitada por un número considerable de otras etnias chinas. El Tíbet es la región más alta de la Tierra, con una altitud media de 4900 metros.
El Imperio tibetano surgió en el siglo VII, pero pronto se dividió en una serie de territorios. El grueso del Tíbet occidental y central (Ü-Tsang) estaba unificado, al menos nominalmente, bajo una serie de Gobiernos tibetanos en Lhasa, Shigatse u otras regiones. Las regiones orientales de Kham y Amdo mantuvieron una estructura política indígena más descentralizada, que se dividía entre un número de pequeños grupos tribales, pasando, con frecuencia, bajo dominio chino; la mayor parte de esta área fue finalmente incorporada en las provincias chinas de Sichuan y Qinghai. Las actuales fronteras del Tíbet se establecieron en general en el siglo XVIII.
Después de la Revolución de Xinhai contra la dinastía Qing en 1912, los soldados Qing fueron desarmados y escoltados fuera del Tíbet (Ü-Tsang). La región posteriormente declaró su independencia en 1913 sin reconocimiento por parte del posterior Gobierno de la República de China. Más tarde, Lhasa tomó el control de la parte occidental de Xikang, en China. La región mantuvo su autonomía hasta 1951 cuando, tras la batalla de Chamdo, el Tíbet se incorporó a la República Popular de China, y el Gobierno tibetano anterior fue abolido en 1954. Hoy en día, China gobierna el Tíbet occidental y central con la Región Autónoma del Tíbet, mientras que las zonas orientales son ahora prefecturas autónomas, sobre todo étnicas, dentro de Sichuan, Qinghai y otras provincias vecinas. Hay tensiones respecto al estatus político y los grupos de disidentes del Tíbet que están activos en el exilio. Por otra parte, algunos activistas tibetanos en el Tíbet han sido arrestados o torturados.
La economía del Tíbet está dominada por una agricultura de subsistencia, aunque el turismo se ha convertido en una industria en crecimiento en las últimas décadas. La religión dominante en el Tíbet es el budismo tibetano; además está el Bön, la antigua tradición chamánica y animista de la zona antes de la llegada del budismo., y también hay cristianos tibetanos. El budismo tibetano es una influencia primaria sobre el arte, la música y los festivales de la región. La arquitectura tibetana refleja las influencias china e india. Los alimentos básicos en el Tíbet son la cebada tostada, carne de yak y el té con mantequilla.

## Toponimia
El nombre tibetano de esta tierra, Bod བོད་, significa «Tíbet» o «meseta del Tíbet», a pesar de que originalmente significaba la región central alrededor de Lhasa, ahora conocida en tibetano como Ü. La pronunciación estándar en tibetano de Bod, [pʰøʔ˨˧˨], se transcribe Bhö en la Transcripción fonética Tournadre, Bö en la Transcripción fonética simplificada THL y Poi en tibetano pinyin. Algunos estudiosos creen que la primera referencia escrita a Bod como «Tíbet» fue del antiguo pueblo Bautai, cuyos habitantes fueron mencionados en el  Periplo del mar Eritreo (del siglo I) y la Geographia de Ptolomeo, siglo II,  quizás como una forma del sánscrito Bhauṭṭa tomado de la tradición geográfica de la India.
El exónimo chino estándar moderno para la región tibetana étnica es Zangqu (en chino simplificado, 藏区), que se deriva de la metonimia de la región de Tsang alrededor de Shigatse, más la adición de un sufijo chino, 区 qū, que significa «área», «distrito» o «región». El pueblo tibetano, su idioma y cultura, sin importar de dónde son, son conocidos como Zang (en chino simplificado, 藏) aunque el término geográfico Xīzàng a menudo se limita a la Región Autónoma del Tíbet. El término Xīzàng fue acuñado durante la dinastía Qing en el reinado del emperador Jiaqing (1796-1820) a través de la adición de un prefijo que significa «oeste» (西 xī) a Zang.
El nombre chino medieval más conocido para el Tíbet es Tubo (en chino simplificado, 吐蕃 también escrito 土蕃 o 土番;  o Tǔfān). Este nombre aparece por primera vez en caracteres chinos como 土番 en el siglo VII (Li Tai) y como 吐蕃 en el siglo X (el antiguo Libro de Tang describe a 608-609 emisarios del rey tibetano Namri Songtsen al emperador Yang de Sui). En el chino medio hablado durante ese período, como lo reconstruyó el académico William H. Baxter, 土番 se pronunciaba thux-pjon y 吐蕃 se pronunciaba thux-phjon (la «x» representa el tono).
La palabra occidental de «Tíbet» se remonta al siglo XVIII. Los lingüistas históricos generalmente coinciden en señalar que los nombres «Tíbet» en las lenguas europeas son préstamos del semita Ṭībat o Tūbātt (طيبة، توبات) (טובּה, טובּת), que deriva del túrquico Töbäd, literalmente: «las alturas» (plural de töbän).

## Historia

### Primeros asentamientos humanos
Los humanos habitaron la meseta del Tíbet hace al menos 21 000 años. Esta población fue reemplazada en gran parte hacia el año 3000 a. C. por inmigrantes neolíticos del norte de China, pero hay una continuidad genética parcial entre los habitantes del Paleolítico y poblaciones tibetanas contemporáneas.
Los primeros textos históricos tibetanos identifican la cultura Zhang Zhung —o Zhangzhung— como un pueblo que emigró de la región de Amdo en lo que hoy es la región de Guge en Tíbet occidental. Zhang Zhung es considerada el hogar original de la religión Bön. Hacia el siglo I de nuestra era, surgió un reino vecino en el valle de Yarlung, y el rey de Yarlung, Drigum Tsenpo, intentó eliminar la influencia Zhang Zhung expulsando sacerdotes Bön del Zhang de Yarlung. El monarca fue finalmente asesinado y Zhang Zhung continuó su dominio en la región hasta que fue anexada por Songtsen Gampo en el siglo VII. Antes de Songtsen Gampo, los reyes de Tíbet eran más seres mitológicos y no hay pruebas suficientes de su existencia.

### Pueblo tibetano

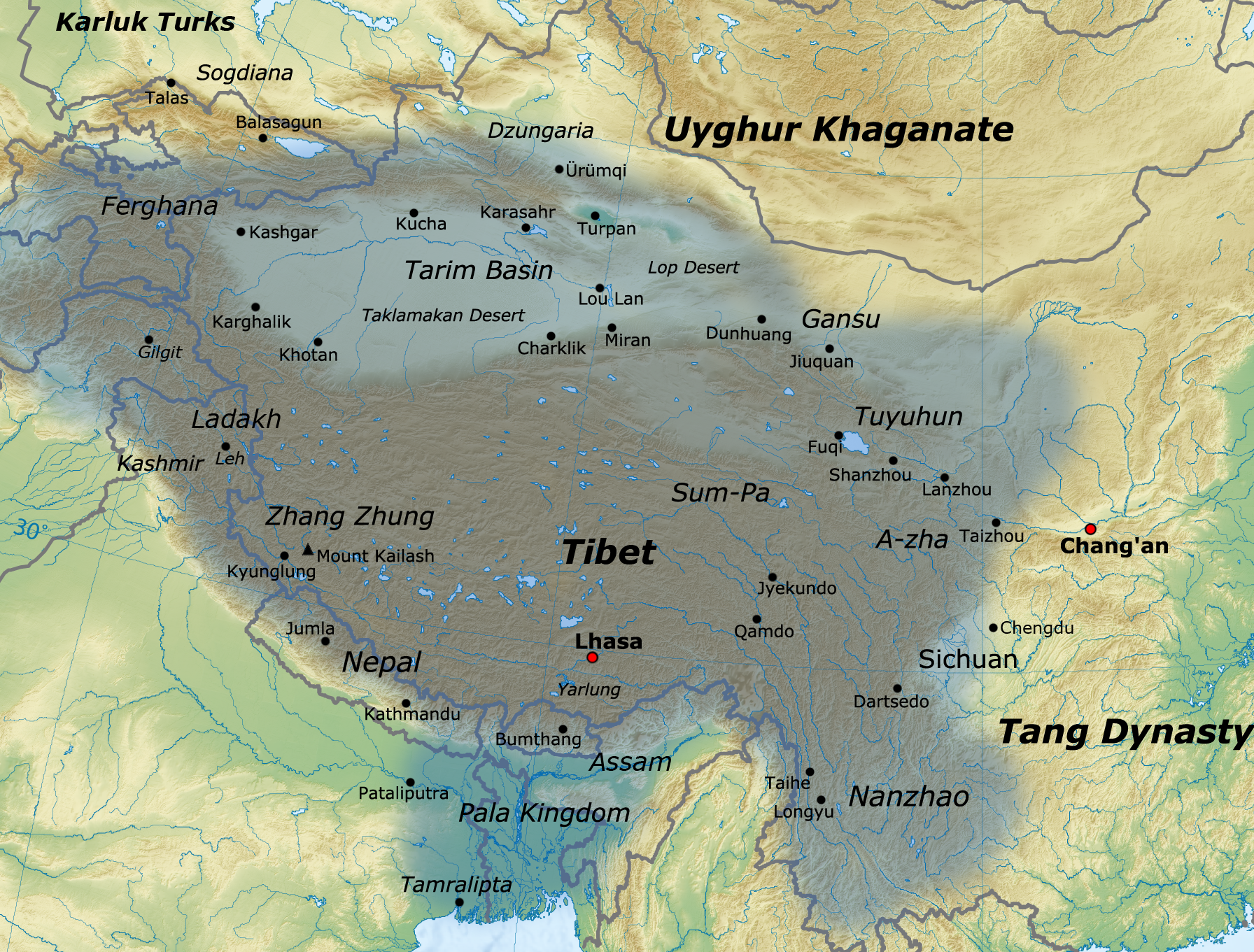
Mapa del Imperio tibetano en su apogeo entre las décadas de 780 y 790 de nuestra era.

La historia de un Tíbet unificado comienza con la regla de Songtsen Gampo (604-650 d. C.), que unió las partes del valle del río Yarlung y fundó el Imperio tibetano. También trajo muchas reformas y el poder tibetano se extendió rápidamente, creando un imperio grande y poderoso. Se considera tradicionalmente que su primera esposa fue la princesa de Nepal, Bhrikuti, y que jugó un gran papel en el establecimiento del budismo en el Tíbet. En 640 se casó con la princesa Wencheng, la sobrina del poderoso emperador chino Taizong de Tang.
Bajo los próximos reyes tibetanos, el budismo se estableció como la religión del estado y el poder tibetano fue incrementado aún más en grandes áreas de Asia Central, mientras que los principales avances se hicieron en territorio chino, llegando incluso a la capital Chang'an de la dinastía Tang (actual Xi'an) a finales de 763. Sin embargo, la ocupación del Tíbet de Chang'an sólo duró quince días, tras lo cual fueron vencidos por Tang y su aliado, el Kaganato uigur.
El Reino de Nanzhao (en Yunnan y las regiones vecinas) se mantuvo bajo control tibetano desde 750 a 794, cuando se volvieron contra sus señores tibetanos y los chinos ayudaron a infligir una derrota seria en los tibetanos. En 747, la resistencia del Tíbet fue mermada por la campaña del general Gao Xianzhi, que intentó volver a abrir las comunicaciones directas entre Asia Central y Cachemira.
Hacia 750 los tibetanos habían perdido casi todas sus posesiones de Asia Central en favor de los chinos. Sin embargo, después de que Gao Xianzhi fuese derrotado a manos de los árabes y los qarluq en la batalla del Talas (751) y la posterior guerra civil conocida como la Rebelión de An Lushan (755), la influencia de China disminuyó rápidamente y la influencia tibetana se reanudó.
En su apogeo en los años 780 a 790 del imperio tibetano alcanzó su mayor gloria cuando gobernaba y controlaba un territorio que se extiende desde el actual Afganistán, Bangladés, Bhután, Birmania, China, India, Nepal, Pakistán, Kazajistán, Kirguistán y Tayikistán.
Entre 821 y 822 Tíbet y China firmaron un tratado de paz. Una versión bilingüe de este tratado, incluyendo los detalles de las fronteras entre los dos países, se inscribió en un pilar de piedra que se encuentra fuera del templo de Jokhang en Lhasa. Tíbet continuó como un imperio de Asia Central hasta mediados del siglo XIII, cuando una guerra civil por la sucesión llevó al colapso del Tíbet imperial. El período que siguió es conocido tradicionalmente como la «era de la fragmentación», cuando el control político sobre el Tíbet se dividió entre los señores de la guerra y las tribus regionales sin una autoridad centralizada dominante.

### Invasión del Imperio mongol
En el siglo XIII el Tíbet fue dominado por el Imperio mongol, fundando las dinastías chinas Yuan y Ching, uniéndose a la dinastía autóctona Ming, fundada por los Han. Los gobernantes mongoles le dieron gran autonomía secular a la escuela de Sa-skya del budismo tibetano. Durante tres siglos el Tíbet siguió siendo gobernado por dinastías seculares.

### Dinastía Yuan
La dinastía mongol Yuan, a través de la Oficina de Asuntos budistas y tibetanos, o Xuan Yuan Zheng, gobernó el Tíbet a través de un departamento administrativo de nivel superior. Uno de los propósitos del departamento fue seleccionar un dpon-chen («gran administrador»), generalmente designado por el lama y confirmado por el emperador mongol en Pekín. El lama Sakya conservó un grado de autonomía, actuando como autoridad política de la región, mientras que el dpon-chen mantuvo el poder administrativo y militar. El dominio mongol del Tíbet se mantuvo separado de las principales provincias de China, pero la región existía bajo la administración de la dinastía Yuan. Si el lama Sakya hubiese entrado en conflicto con el dpon-chen, el dpon-chen tenía la autoridad para enviar tropas chinas a la región.
El Tíbet retuvo el poder nominal sobre asuntos políticos religiosos y regionales, mientras que los mongoles lograron un dominio estructural y administrativo de la región, reforzado por la intervención militar. Esta existía como una "estructura diárquica" bajo el emperador Yuan, con poder sobre todo en favor de los mongoles. El príncipe mongol Godan ganó poder temporal en el Tíbet en la década de 1240 y apoyado por Sakya Pandita, cuya sede se convirtió en la capital del Tíbet. Drogön Chögyal Phagpa, sobrino de Sakya Pandita, se convirtió en preceptor Imperial de Kublai Khan, fundador de la dinastía Yuan.
El control de los Yuan sobre la región terminó con el derrocamiento de los Yuan por los Ming y la revuelta de Tai Situ Changchub Gyaltsen contra los mongoles. Tras el levantamiento, Tai Situ Changchub Gyaltsen fundó la dinastía Phagmodrupa, y trató de reducir las influencias Yuan sobre la cultura y la política tibetanas.

### Dinastías Phagmodrupa, Rinpungpa y Tsangpa
Entre 1346 y 1354, Tai Situ Changchub Gyaltsen derrocó al Sakya y fundó la dinastía Phagmodrupa. Los siguientes 80 años fueron testigos de la fundación de la escuela Gelug (también conocido como los «sombreros amarillos») por los discípulos de Je Tsongkhapa, y la fundación de los importantes monasterios Ganden, Drepung y Sera cerca de Lhasa. Sin embargo, los conflictos internos dentro de la dinastía y el fuerte localismo de los diversos feudos y facciones político-religiosas llevó a una larga serie de conflictos internos. La dinastía Rinpung, con sede en Tsang (centro-oeste del Tíbet), dominó la política después de 1435. En 1565, fueron derrocados por la dinastía Tsangpa de Shigatse, que amplió su poder en diferentes direcciones del Tíbet en las siguientes décadas y favoreció la secta Karma Kagyu.

### Ascenso de Ganden Phodrang
En 1578, Altan Khan, de los mongoles Tümed, dio a Sonam Gyatso, un alto lama de la escuela Gelugpa, el nombre de dalái lama. La palabra dalái es la traducción mongol del nombre tibetano Gyatso, «océano».
El V Dalái lama es conocido por unificar el corazón del Tíbet bajo el control de la escuela Gelug del budismo tibetano, después de derrotar a las sectas rivales Kagyu y Jonang y el gobernante secular, el príncipe Tsangpa, en una guerra civil prolongada. Sus esfuerzos tuvieron éxito, en parte debido a la ayuda de Gushi Khan, el líder oirat del Janato de Khoshut. Con Gushi Khan como jefe supremo, el V Dalái lama y sus íntimos establecieron una administración civil que se conoce por los historiadores como el estado de Lhasa. Este régimen tibetano o de gobierno también se conoce como el de Ganden Phodrang.

### Territorio disputado entre los imperios británico y chino
Al principio del siglo XVIII China envió un comisionado chino a Lhasa para hacerse cargo del gobierno. Diferentes facciones tibetanas se rebelaron contra el comisionado, el cual fue asesinado. Posteriormente el ejército Qing invadió el Tíbet y derrotó a las facciones tibetanas, reinstalando a otro comisionado. En 1904 los británicos enviaron un fuerte contingente militar e invadieron Lhasa, forzando en esta forma la apertura de la frontera entre la India (entonces colonia inglesa) y el Tíbet. En 1906 los británicos firmaron un tratado con China por el cual el Tíbet se convertía en un protectorado británico.
En 1907 se firmó un nuevo tratado entre Gran Bretaña, China y Rusia donde se le daba a China la soberanía sobre el Tíbet. En 1910 el poder central Qing ejerció por primera vez el gobierno directo sobre el Tíbet.

### Tíbet independiente (1912-1950)
En 1911 se proclama la República en China lo que obligó a las tropas de este país estacionadas en el Tíbet a regresar, oportunidad que aprovechó el dalái lama para restablecer su control sobre el Tíbet. En 1913 el Tíbet y Mongolia firmaron un acuerdo reconociendo su mutua independencia de China. 
En 1914 se negoció un tratado entre China, Tíbet y Reino Unido denominado Convención de Simla. Durante esta convención los invasores británicos trataron de dividir al Tíbet en dos regiones, lo cual no prosperó. Sin embargo los representantes de Tíbet y de Gran Bretaña firmaron un acuerdo a espaldas de China, mediante el cual el Tíbet sería una región autónoma de China y los británicos se adjudicarían 90 000 kilómetros cuadrados de territorio tradicionalmente tibetano que corresponde al actual estado de Arunachal Pradesh. Después de declarada la independencia de India, esta nación consideró esta región como suya en función a la frontera establecida en el mencionado tratado. China, sin embargo, rechazó tal posición, indicando que dicho tratado no tenía ninguna validez ya que no fue firmado por ellos y el Tíbet no era una nación independiente, sino un protectorado de China. La disputa por esta región ocasionó la guerra entre China e India en 1962.
Al estallar la Revolución de Xinhai y la Primera Guerra Mundial Tíbet perdió interés para las potencias occidentales y para China. En esa coyuntura el decimotercer dalái lama tomó el gobierno del Tíbet sin interferencia alguna de otros países.

### Anexión por la República Popular China

Bandera del gobierno tibetano en el exilio.

Emblema del gobierno tibetano en el exilio.

En 1950 el ejército popular de liberación entró en el Reino del Tíbet, derrotando fácilmente al débil ejército tibetano. En 1951 se redactó el Plan para la Liberación Pacífica del Tíbet, el cual fue firmado por representantes del dalái lama y el Panchen Lama bajo la presión del gobierno chino. En junio de 1956 y a consecuencia de esta reforma, estalló una rebelión en estas dos regiones, la cual, se extendió hasta Lhasa. 
El ejército chino logró doblegar la rebelión en 1959. El decimocuarto dalái lama y sus principales colaboradores tuvieron que huir a la India. En 1965 China introdujo cambios sustanciales cuando desposeyeron de las tierras a los lamas e introdujeron la educación secular. Durante la Revolución Cultural en China el Tíbet sufrió serios daños a su patrimonio cultural, incluyendo su herencia budista. Miles de templos y monasterios budistas fueron destruidos y varios monjes fueron asesinados.
En 1979 se restableció la libertad religiosa (y miles de templos budistas volvieron a abrir sus puertas), aunque los condicionantes y limitaciones son importantes como la prohibición a los lamas de que cuestionen el derecho de China a gobernar al Tíbet.
La realización de los Juegos Olímpicos en Pekín durante el 2008 generó ácidas protestas por parte de tibetanos y simpatizantes de la causa tibetana en todo el mundo. La policía de países con gran cantidad de refugiados tibetanos como India y Nepal tuvo que mantener el orden ante las protestas. En Japón se realizaron multitudinarias protestas protibetanas ante la llegada del presidente chino Hu Jintao.
Además del apoyo mostrado por los japoneses, el entonces candidato presidencial Barack Obama solicitó al presidente George W. Bush que no asistiera a los Juegos Olímpicos de Pekín si el gobierno chino no dialogaba con el dalái lama; el presidente de Francia Nicolas Sarkozy y el Secretario General de las Naciones Unidas, Ban Ki-Moon no asistieron a la apertura de los JJ. OO. También hubo un comunicado emitido por 12 intelectuales chinos que apoyaban la autonomía de Tíbet y solicitaban al gobierno de Beijing detener el conflicto étnico.
En marzo de 2010 comienza una nueva forma de protesta (quemarse a lo bonzo) contra la represión que según muchos tibetanos sufre su cultura y su religión tibetanas por parte de las autoridades chinas. Entre esa fecha y finales de mayo de 2012 se habían inmolado al menos 32 personas en tres provincias de China que cuentan con una población tibetana numerosa (Sichuan, Qinghai y Gansu), pero no en el mismo Tíbet, de las cuales habían fallecido al menos 27, según grupos de defensa de los derechos de los tibetanos. El domingo 27 de mayo de 2012 se produjeron las primeras inmolaciones en el interior de Tíbet cuando dos personas se quemaron a lo bonzo en la capital Lhasa, cerca del templo de Johkang, lo que desató una oleada de detenciones en Lhasa en los días siguientes. Según Radio Free Asia, medio ligado al Gobierno de Estados Unidos que tiene servicio en lengua tibetana, fueron arrestadas alrededor de 600 personas entre las cuales hay varios sospechosos de haber grabado las inmolaciones con sus teléfonos móviles. Esa misma emisora informó que el miércoles 30 de mayo una mujer de 33 años se quemó a lo bonzo cerca de un monasterio budista de Aba (provincia de Sichuan). También ha habido inmolaciones de exiliados tibetanos fuera de China como la que se produjo en Nueva Delhi en marzo de 2012.

## Geografía
Toda la China moderna, incluyendo el Tíbet, se considera una parte de Asia Oriental. Históricamente, algunas fuentes europeas también consideran que parte del Tíbet pertenecería a Asia Central. Tíbet está al oeste de la llanura central de China, y dentro de la China continental el Tíbet es considerado como parte de 西部 (Xībù), un término que suele traducirse por medios chinos como "la sección occidental", que significa "China occidental".

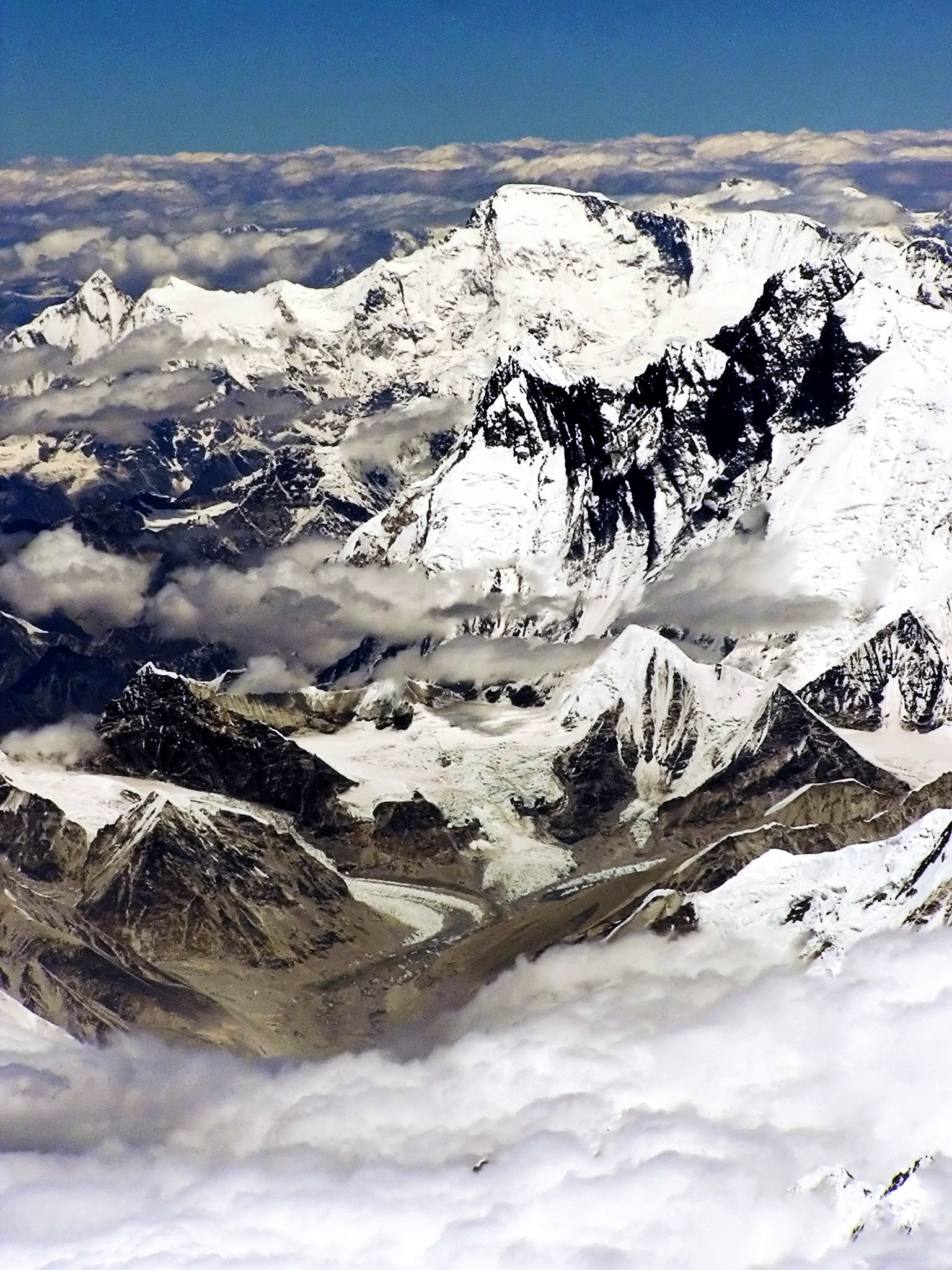
El Himalaya, en el extremo sur de la meseta tibetana.

Tíbet tiene algunas de las montañas más altas del mundo, con varias de ellas entre las diez más altas. El Monte Everest, situado en la frontera con Nepal, es, a 8.849 metros, la montaña más alta del planeta. Varios grandes ríos tienen su fuente en la meseta del Tíbet (en su mayoría, en la actual provincia de Qinghai). Estos incluyen el Yangtze, el río Amarillo, el Indo, el Mekong, el Ganges, el Salweeny el río Tsangpo Yarlung (Brahmaputra). El Gran Cañón Yarlung Tsangpo, a lo largo del río Yarlung Tsangpo, es uno de los cañones más profundos y más largos del mundo. El Tíbet ha sido llamado la "torre del agua" de Asia y China está invirtiendo fuertemente en proyectos de agua en el Tíbet.

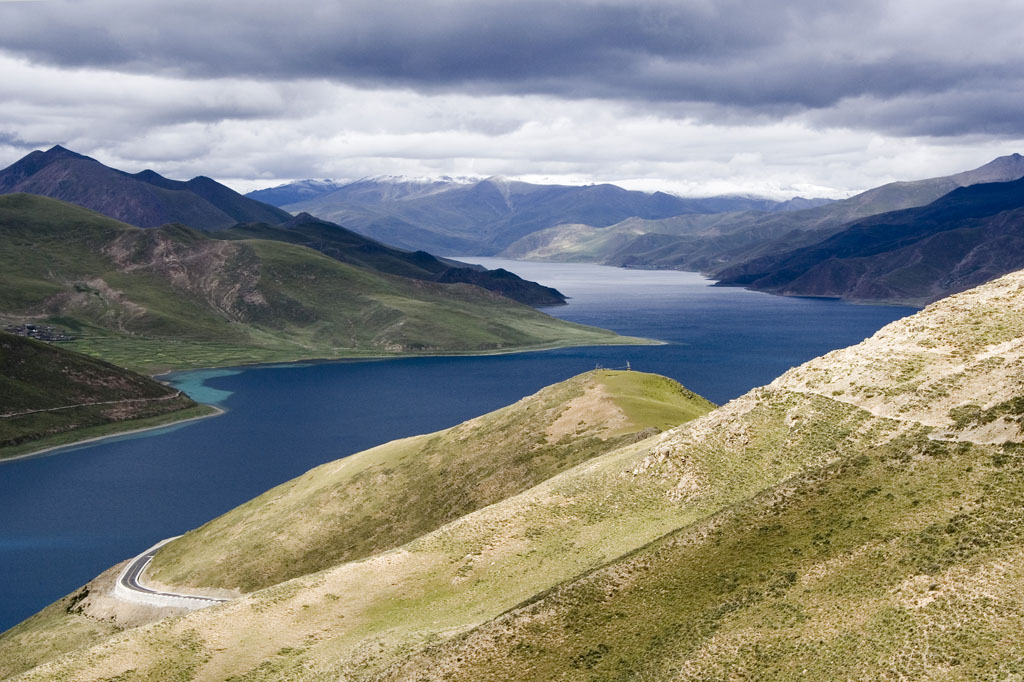
El Yamdrok tso es uno de los tres mayores lagos sagrados del Tíbet. Tiene más de 72 km de largo y está a una altitud de 4 488 m.

Los ríos Indo y el Brahmaputra se originan de un lago (en tibetano Tso Mapham) en el Tíbet occidental, cerca del monte Kailash. La montaña es un lugar de peregrinación sagrada para los hindúes y los tibetanos. Los hindúes consideran la montaña como la morada del Señor Shiva. El nombre tibetano para el monte Kailash es Khang Rinpoche. El Tíbet tiene numerosos lagos de altura se hace referencia en tibetano como tso o co. Estos incluyen el lago Qinghai, el lago Manasarovar, Namtso, Pangong Tso, Lago Yamdrok, Siling co, Lhamo La-tso, Lumajang Dong Co, Lago Puma Yumco, Lago Paiku, Lago Rakshastal, Dagze Co y Dong Co. El lago Qinghai (Koko Nor) es el lago más grande de la República Popular de China.
El ambiente es muy seco durante nueve meses del año y el promedio anual de nieve es de sólo 46 cm, debido al efecto de sombra orográfica. Las zonas occidentales reciben pequeñas cantidades de nieve fresca cada año, pero siguen siendo transitables. Las bajas temperaturas son frecuentes a lo largo de estas regiones occidentales, donde la vegetación más grande no suele ser mayor que un arbusto bajo, y donde el viento sopla sin control a través de grandes extensiones de llanura árida. El monzón de la India ejerce cierta influencia sobre el Tíbet oriental. El norte del Tíbet está sujeto a altas temperaturas en verano y el frío es muy intenso en invierno.
El Tíbet cultural se compone de varias regiones. Estos incluyen Amdo (A mdo) en el noreste, que es administrativamente parte de las provincias de Qinghai, Gansu y Sichuan. Kham (Khams), en el sureste, abarca partes del oeste de Sichuan, el norte de Yunnan, el sur de Qinghai y la parte oriental de la Región Autónoma del Tíbet. Ü-Tsang (dBus gTsang) Ü en el centro, Tsang en el centro-oeste, y Ngari (mNga' ris) en el extremo oeste cubren la parte central y occidental de la región autónoma del Tíbet.
Las influencias culturales tibetanas se extienden a los estados vecinos de Bután, Nepal, regiones de la India como Sikkim, Ladakh, Lahaul y spiti, además de las áreas autónomas tibetanas en las provincias chinas designadas adyacentes.

### Ciudades y asentamientos

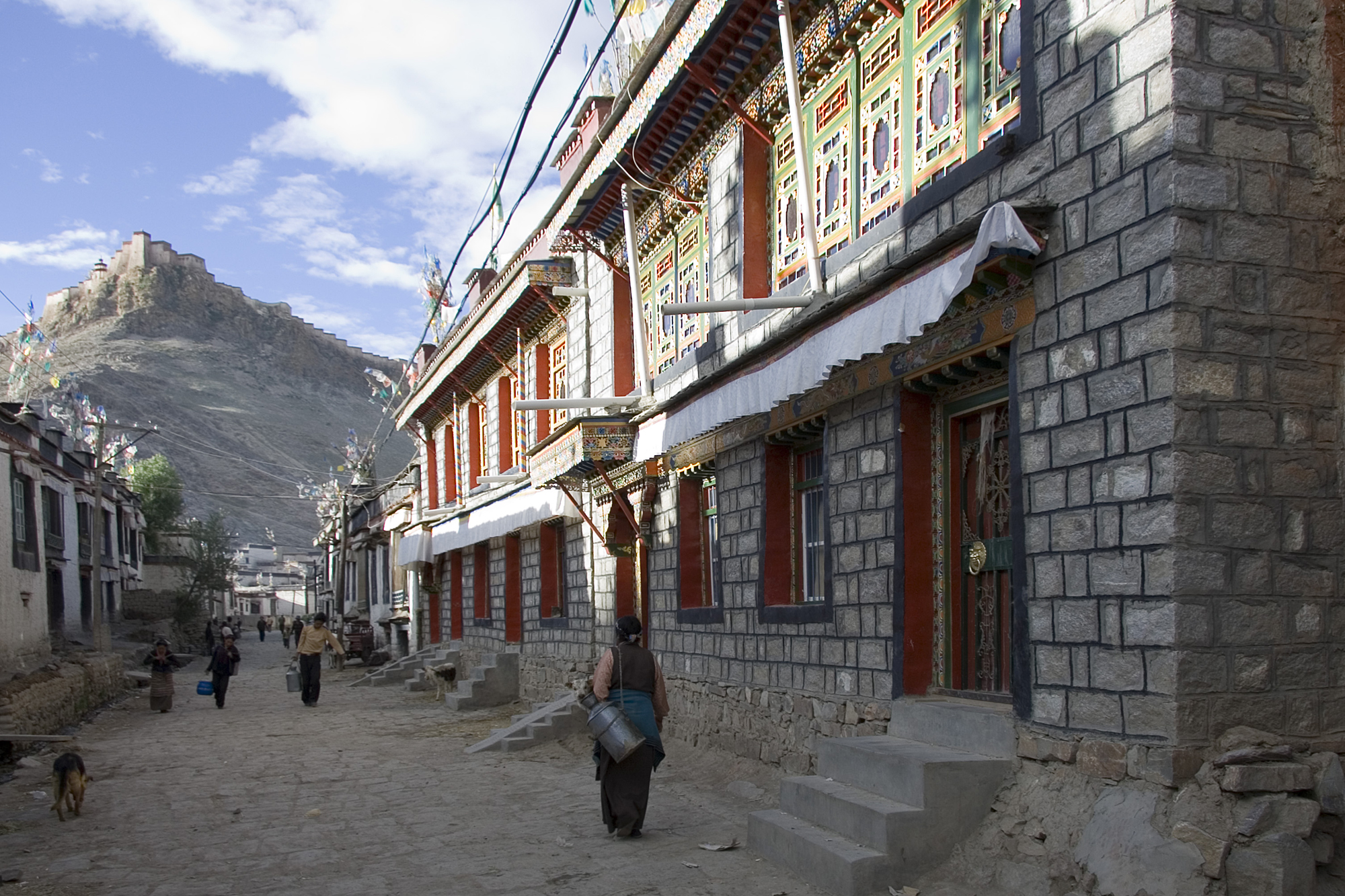
Poblado de Gyantse, en el sur del Tíbet.

Hay más de 800 asentamientos en el Tíbet. Lhasa es la capital tradicional del Tíbet y la capital de la región autónoma del Tíbet. Contiene dos sitios del patrimonio mundial: el Palacio de Potala y Norbulingka, que eran las residencias del dalái lama. Lhasa contiene una serie de templos y monasterios importantes, incluyendo Jokhang y el Templo Ramoche.
Shigatse es la segunda ciudad más grande de la región autónoma del Tíbet, al oeste de Lhasa. Gyantse y Qamdo también se encuentran entre los poblados más grandes.
Otras ciudades y pueblos en el Tíbet cultural son Shiquanhe (Ali), Nagchu, Bamda, Rutog, Nyingchi, Nedong, Coqen, Barkham, Sakya, Gartse, Pelbar, Lhotse, y Tingri; en Sichuan, Dartsedo (Kangding); en Qinghai, Jyekundo (Yushu), Machen, y Golmud; en la India, Tawang, Leh, y Gangtok.

## Economía
La economía tibetana está dominada por una agricultura de subsistencia. Debido a la limitada tierra arable, la ocupación principal de la meseta del Tíbet es la cría de ganado, como ovejas, vacas, cabras, camellos, yaks, dzo y caballos.

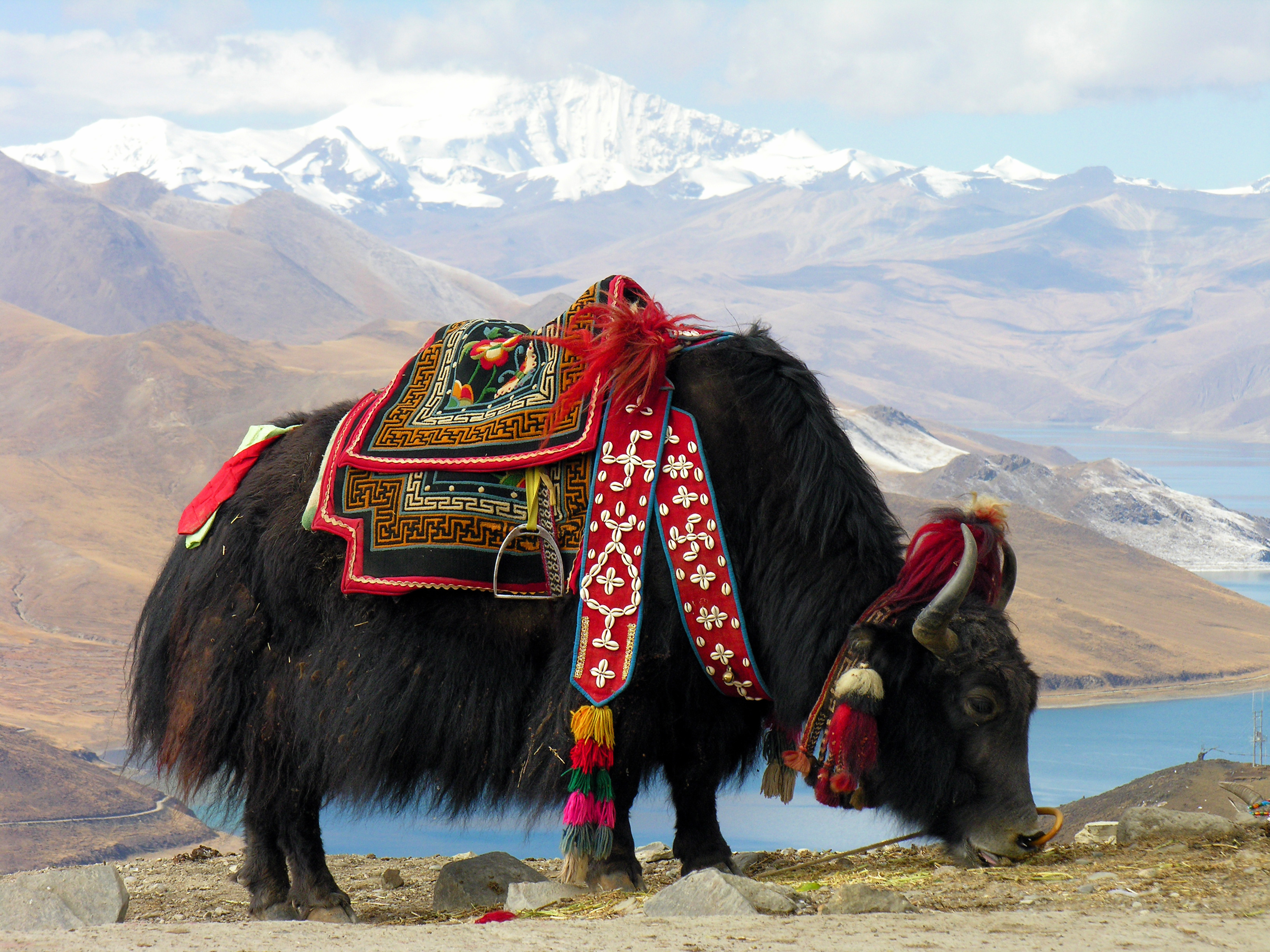
El yak tibetano, uno de los símbolos de la región.

Los principales cultivos son la cebada, el trigo, el trigo sarraceno, centeno, patatas, frutas y verduras variadas. Tíbet está clasificada como la más baja entre las 31 provincias de China en el índice de desarrollo humano de acuerdo a los datos del Programa de Desarrollo de las Naciones Unidas.
En los últimos años, debido al creciente interés en el budismo tibetano, el turismo se ha convertido en un sector cada vez más importante y es promovido activamente por las autoridades. El turismo trae en la mayoría de los ingresos de la venta de artesanías. Estos incluyen sombreros, joyas tibetanas (plata y oro), artículos de madera, ropa, colchas, alfombras, telas y alfombras tibetanas.
El Gobierno Popular Central exime al Tíbet de toda clase de impuestos y proporciona el 90% de los gastos del gobierno del Tíbet. Sin embargo la mayor parte de esta inversión se destina a pagar a los trabajadores migratorios que no se asientan en el Tíbet y envían gran parte de sus ingresos domésticos a otras provincias. El 40% de los ingresos de la caja rural de la región autónoma del Tíbet se deriva de la recolección de Cordyceps sinensis; contribuyendo al menos 1,8 millones de yuanes (225 millones de dólares) al PIB de la región.
El ferrocarril Qinghai–Tíbet, que une la región autónoma del Tíbet con la provincia de Qinghai, fue abierto en 2006, pero no sin controversia. China ha sido criticada por grupos de la independencia del Tíbet por haber construido el ferrocarril para fortalecer su control político sobre el Tíbet. Grupos como Campaña Internacional por el Tíbet han alegado que el ferrocarril marginará a los tibetanos en el Tíbet mediante el fomento de una mayor migración de chinos han del resto de China.
Con el mayor nivel de gasto público per cápita de China, la región autónoma del Tíbet, aunque sigue siendo pobre, está experimentando un rápido desarrollo económico (10% de crecimiento en 2018), lo que permite la expansión de la clase media. Pekín pretende promover el desarrollo económico a través del turismo y la minería, para luego construir una red de infraestructuras que llegue a Nepal e India como parte de las Nuevas Rutas de la Seda, y mejorar la integración de la población. A pesar de la política de discriminación positiva en el empleo público urbano, los tibetanos siguen estando infrarrepresentados. Así, aunque la región se define oficialmente como "autónoma", la gran mayoría de los altos funcionarios son Hans (el grupo étnico mayoritario en China) y los proyectos son decididos en su mayoría por Pekín. En 2018, treinta y cuatro millones de turistas (+31,5% en comparación con 2017), en su mayoría chinos, visitaron el Tíbet.
La esperanza de vida de los habitantes del Tíbet ha aumentado de 35,5 años en 1951 a 71,1 años en 2019.

## Demografía
Históricamente la población del Tíbet consistía principalmente en tibetanos étnicos y algunos otros grupos. Según la tradición, los antepasados originales del pueblo tibetano, representados por las seis bandas de color rojo en la bandera tibetana, son: el Se, Mu, Dong, Tong, Dru y Ra. Otros grupos étnicos tradicionales con población significativa o con la mayoría de la etnia que residen en el Tíbet (con exclusión de una zona en disputa con la India) incluyen los pueblos bai, blang, bonan, dongxiang, han, hui, lhoba, lisu, miao, mongoles, monguor (pueblo tu), monba (monpa), mosuo, naxi, qiang, nu, pumi, salar y yi.
La proporción de la población no tibetana en el Tíbet es un asunto polémico. Por un lado, la Administración Central Tibetana del Dalái lama acusa a China de inundar el Tíbet activamente con inmigrantes con el fin de alterar la composición demográfica del Tíbet. Por otro lado, según el censo chino de 2010 los tibetanos étnicos comprenden el 90% de una población total de los tres millones en la Región Autónoma del Tíbet.

## Puertos de montaña
El Tíbet es la meseta más elevada del mundo y como tal presenta los puertos de montaña transitables más altos del mundo.Un pequeño número son carreteras de acceso a montañas, probablemente de tipo minero.Carreteras como carretera de acceso a Jialu,Huoshaoyun Zinc Mine o acceso a Maanshan.
Asimismo, dada la escasez de fuentes y la observación por métodos de satélite, hacen dudar de la transitabilidad de algunas carreteras. Es probable que haya caminos más que carreteras con acceso único en vehículo 4x4 o trazas de antiguo camino por falta de mantenimiento y abandono. Esto ocurre claramente en Chamkang La y Lhagang La entre otros.  
Para la búsqueda de estos puertos se han utilizado mapas digitales y herramientas online. Las altitudes son inequívocas gracias al uso de mediciones por satélites.
Como curiosidad, hay carreteras que alcanzan altitudes elevadas pero con puertos de montaña desconocidos o sin nombre. Además, hay otras carreteras elevadas, situadas en las fronteras de China con los países limítrofes como India y Nepal, cuyos pasos de montaña son conocidos, pero que no están en la lista por ser carreteras muy estrechas y de uso militar.
Sin embargo, se han colocado puertos de montaña de circulación militar y de acceso restringido en la zonas de disputa de Aksai Chin y Demchok.
Algunos pequeños pasos de montaña están en construcción a fecha de 2023 y no aparecen en las imágenes desactualizadas de satélite de los mapas convencionales.Carreteras como Kigunaru Pass,Saixi Gonglu o Zagari La.
De igual modo, hay carreteras construidas en los últimos años que no aparecen en las imágenes desactualizadas de satélite, pero si vienen recogidas en los mapas de satélite a tiempo real.
Una lista abierta dada la incesante construcción de carreteras, en especial las carreteras militares en zonas de disputa y en las áreas limítrofes entre países vecinos.Asimismo, las carreteras de tipo minero son abiertas en los últimos años, algunas de ellas de gran altitud, a lo largo de toda la región, siendo las Montañas Gangdise una zona nueva de exploración.
A continuación la lista de los puertos de montañas de mayor a menor altitud por encima de los 5400 m.s.n.m.
| Nombre                           | Carretera                                   | Pavimento | Altitud |  |
| -------------------------------- | ------------------------------------------- | --------- | ------- |  |
| Chamkang La                      |                                             | No        | 5952    |  |
| Luóbùgǎng                        |                                             | No        | 5944    |  |
| Zhānòng La                       |                                             | No        | 5915    |  |
| Yangi Pass1                      |                                             | No        | 5900    |  |
| Yiyepusangla Daban/Kyapsang La   | Tiankong Way                                | No        | 5885    |  |
| Ilchi Pass                       |                                             | No        | 5855    |  |
| Kigunaru Pass                    | S303/G695                                   | No        | 5850    |  |
| Pico desconocido                 |                                             | No        | 5834    |  |
| Sawo La/Lajiong La               |                                             | No        | 5830    |  |
| Laghang La                       |                                             | No        | 5830    |  |
| Zǐmǔ la/Jing La                  |                                             | No        | 5829    |  |
| Buduo La                         |                                             | No        | 5825    |  |
| Lhanga La/Hezhang La             |                                             | No        | 5820    |  |
| Nàijiǔ La                        |                                             | No        | 5813    |  |
| Wenquan Daban                    | Tiankong Way                                | No        | 5808    |  |
| Shangrang La/Jang Rang La        | Y706                                        | No        | 5793    |  |
| Kandang La                       |                                             | No        | 5792    |  |
| Mobdi La/Thragdal Yogma La       | G695/Duoma-Shixiagou-Nischu road2           | No        | 5780    |  |
| Yàyàng kāngrì                    |                                             | No        | 5778    |  |
| Bodpo La                         | Chumuti-Chepzi highway                      | No        | 5775    |  |
| Carretera de acceso a Jialu      |                                             | No        | 5774    |  |
| Longba La                        |                                             | No        | 5770    |  |
| Nàmùdǐng                         |                                             | No        | 5767    |  |
| Zǔsōng La                        | Long-Aruo Lake Road                         | No        | 5765    |  |
| Paso sin nombre                  |                                             | No        | 5760    |  |
| Huoshaoyun Zinc Mine             |                                             | No        | 5750    |  |
| Ōuěrjí La                        | Gyangrang-Jiangnong Lake Road3              | No        | 5749    |  |
| Gyugti La                        |                                             | No        | 5740    |  |
| Paso desconocido                 |                                             | No        | 5730    |  |
| Jucuomu La                       |                                             | No        | 5728    |  |
| Qiangde La                       |                                             | No        | 5720    |  |
| Màirè La                         |                                             | No        | 5715    |  |
| Lomolung La/Lungkar La           |                                             | No        | 5710    |  |
| Acceso a Maanshan                | Desde Tiankong Xian                         | No        | 5710    |  |
| Zulung La/Nilung La              |                                             | No        | 5700    |  |
| Mukargang La4                    |                                             | No        | 5700    |  |
| Jiǎbùxī La                       |                                             | No        | 5690    |  |
| Paso sin nombre                  |                                             | No        | 5680    |  |
| Hongqi Daban                     | Duoma-Shixiagou-Nischu Road/G695            | No        | 5680    |  |
| Qiudijiankela Pass               | Qiudijiankela mountain road                 | No        | 5676    |  |
| Luóbù La                         |                                             | No        | 5676    |  |
| Adang La                         |                                             | No        | 5676    |  |
| Lasar La                         |                                             | No        | 5654    |  |
| Lunggar La                       |                                             | No        | 5645    |  |
| Gujiong La                       | Renqingxiubu Lake-Taruo Lake Road           | No        | 5645    |  |
| Changlung La5                    | Changlung Gonglu                            | No        | 5640    |  |
| Paso sin nombre                  | Molin Gonglu                                | No        | 5640    |  |
| Soulang La/Bongru La             | S303/Yeban Line/G695                        | No        | 5640    |  |
| Zezhang Mine Road                |                                             | No        | 5639    |  |
| Gangqiangcuo                     |                                             | No        | 5635    |  |
| Hongpingshan                     | Tiankong Xian/G695                          | No        | 5621    |  |
| Kanggar Tzoxe La                 |                                             | No        | 5613    |  |
| Changlung Pangtung Pass          | Wen Jia Road                                | No        | 5588    |  |
| Tiānhédōng Daban                 | Tiankong Xian/G695                          | No        | 5579    |  |
| Sumi La/Yu La                    | Zhonglong Highway                           | No        | 5578    |  |
| Lo La                            | Y231                                        | No        | 5578    |  |
| Semo La                          | S206                                        | Si        | 5578    |  |
| Dehra Radome                     |                                             | No        | 5572    |  |
| Qarding La/Charding La           |                                             | No        | 5570    |  |
| Wuersishan                       | Wuersisan Radome Road                       | No        | 5569    |  |
| Orkyi La                         |                                             | No        | 5567    |  |
| Diēkèzé                          |                                             | No        | 5566    |  |
| Jízhā La                         |                                             | No        | 5560    |  |
| Lāgòng La                        |                                             | No        | 5560    |  |
| Shera La/Maesar La               |                                             | No        | 5560    |  |
| Fuxiangshan                      | Desde Tianwendian-Tianshen Highway junction | No        | 5545    |  |
| Puerto de Karakoram              | Hashen Highway                              | No        | 5540    |  |
| Paso sin nombre                  |                                             | No        | 5540    |  |
|                                  | Ghapsan Road6                               | No        | 5540    |  |
| Nàzī La/Naktse La                | X716                                        | No        | 5532    |  |
| Tarishán La/Dab La/Dabu La       | G219 national road                          | Si        | 5521    |  |
| Sāngmùguā La                     |                                             | No        | 5520    |  |
| Yilang La                        | Chumuti Chepzi Highway                      | No        | 5520    |  |
| Zhílóng la                       | 787 county road                             | No        | 5518    |  |
| Zagari La                        | E Pangong Hill Highway/G695                 | No        | 5510    |  |
| Dǎngdǐng la/Nakole               |                                             | No        | 5510    |  |
| DBO Pass                         |                                             | No        | 5510    |  |
| Guānàdòng La7                    | Renduo-Besung Road                          | No        | 5501    |  |
| Paso sin nombre                  |                                             | No        | 5500    |  |
| Trengoshan                       |                                             | No        | 5500    |  |
| Jiāngguǒnòng La                  | Nuò Lóng-Cháguǒlēi Road                     | No        | 5500    |  |
| Lanak La                         | S519/Konghong Highway                       | No        | 5495    |  |
| Zhaga La                         | 234 county road                             | No        | 5492    |  |
| Zhuang La                        | S205                                        | No        | 5488    |  |
| Londdeng La                      | 259 county road                             | No        | 5485    |  |
| Galwan La                        | Galwan Highway                              | No        | 5480    |  |
| Xindonggongka La                 |                                             | No        | 5480    |  |
| Paso sin nombre                  |                                             | No        | 5480    |  |
| Tra La                           | X201                                        | No        | 5479    |  |
| Shugu La/Cāngrì La               | Carretera minera                            | No        | 5478    |  |
| Dehra Compass                    | Tiankong Xian/G695                          | No        | 5476    |  |
| Desconocido paso                 | Tiannan Valley Road                         | No        | 5473    |  |
| Karatagh LaTianshen La           | Tianshen Highway/G695                       | No        | 5473    |  |
| Jímùgòng La8                     |                                             | No        | 5470    |  |
|                                  | Heweitan military post                      | No        | 5463    |  |
|                                  | S303 Rutog County/Rejo-Weng Mulong Road     | No        | 5460    |  |
| Suge La                          | S304                                        | No        | 5453    |  |
| Desconocido paso                 | Tiannan Valley Road                         | No        | 5450    |  |
| Zhai La                          |                                             | No        | 5441    |  |
| Kheriya Pass                     | Kheriya Trail/Ancient Road                  | No        | 5440    |  |
| Sègé La                          | Huolong Highway                             | No        | 5433    |  |
| Kǎbārǔ                           | Kangbeicun-Zhangcun Road                    | No        | 5432    |  |
| Shebushe La                      | Y236                                        | No        | 5430    |  |
| Mina de plomo y zinc Tianzhushan | Desde Hechkou-Hongshantou Road              | No        | 5430    |  |
| Jílāmù                           | Zhari Namco Sur Road                        | No        | 5425    |  |
| Pízé La(Shigatse)                | S2089                                       | No        | 5420    |  |
| Pushi La                         | Y218                                        | No        | 5418    |  |
| Monda La                         |                                             | Si        | 5408    |  |
| Luanshi Daban                    | Tiankong Way                                | No        | 5400    |  |
| Tǎjiā La                         |                                             | No        | 5400    |  |

()1:Carretera de reciente construcción.  
()2:Carretera de reciente construcción. 
()3: Carretera de reciente construcción.
()4: Carretera de reciente construcción.
()5: Carretera en proceso de construcción.
()6: Nueva carretera realizada por B.R.O al Oeste de DBO. Territorio limítrofe con China y reclamado por ella como parte del Tíbet.
()7: Carretera en proceso de construcción.
()8: Carretera en proceso de construcción que une los pueblos de Painba y Kaqu.
()9: Carretera en proceso de construcción que une los pueblos de Namling y Xinji

## Cultura
La cultura tibetana es el conjunto de creencias, tradiciones y arte de la región del Tíbet, siendo de naturaleza profundamente religiosa. La influencia amplia del budismo tibetano en la cultura y el arte se puede encontrar en casi todos los objetos y aspectos de la vida cotidiana. Se manifiesta en las estatuas exquisitamente detalladas que se colocan en los Gompas, como también en tallas en madera e intrincados diseños en las pinturas Thangka. 